# جون سو کیونگ
جون سو کیونگ (کره‌ای: 전수경؛ زادهٔ ۱۲ ژوئیه ۱۹۶۶) بازیگر اهل کره جنوبی است. او به خاطر ایفای نقش در تئاتر موزیکال از جمله شیکاگو شناخته می‌شود. جون سو کیونگ با اریک ام. سوانسون، مدیر کل میلنیوم سئول هیلتون، در ۲۴ سپتامبر ۲۰۱۴ ازدواج کرد. او از ازدواج اولش که در سال ۲۰۰۸ به طلاق ختم شد، دو دختر دوقلو به نام‌های جو جی اون و جو شی اون دارد.

## فیلم‌شناسی

### مجموعه اینترنتی
| سال  | عنوان      | نقش          | منابع |
| ---- | ---------- | ------------ | ----- |
| ۲۰۱۹ | عشق اول من | مادر گا رین  |       |
| ۲۰۲۲ | شگفت‌انگیز  | جانگ اوک جین | [ ۵ ] |